# Луке (община Пале)
Луке (на сръбски: Луке) е село в Босна и Херцеговина, разположено в община Пале, в ентитета на Република Сръбска. Населението му според преброяването през 2013 г. е 14 души, от тях: 14 (100 %) сърби.

## Население
Численост на населението според преброяванията през годините:
- 1961 – 150 души
- 1971 – 60 души
- 1981 – 37 души
- 1991 – 20 души
- 2013 – 14 души